# 三友健容
三友 健容（みとも けんよう、MITOMO, Kenyō、1945年4月5日-）は、日本の仏教学者（文学博士）。立正大学仏教学部元教授（名誉教授）。日蓮宗高應寺院首。専門は印度仏教学。

## 履歴

### 学歴
- 1964年(昭和39年)3月	立正高等学校	卒業
- 1964年(昭和39年)4月	立正大学仏教学部仏教学科	入学
- 1968年(昭和43年)3月	立正大学仏教学部仏教学科	卒業
- 1968年(昭和43年)4月	立正大学大学院文学研究科仏教学専攻修士課程	入学
- 1970年(昭和45年)3月	立正大学大学院文学研究科仏教学専攻修士課程	修了
- 1970年(昭和45年)4月	立正大学大学院文学研究科仏教学専攻博士後期課程	入学
- 1973年(昭和48年)3月	立正大学大学院文学研究科仏教学専攻博士後期課程	単位取得

### 学位
- 学位
  - 1968年(昭和43年)3月25日	文学学士（立正大学） - 『十地経論』の研究
  - 1970年(昭和45年)3月25日	文学修士（立正大学） - 『倶舎論』破我品の研究
  - 1986年(昭和61年)2月5日 文学博士（立正大学） - 『アビダルマディーパ』を中心とした有部教学の研究
- 学階
  - 1986年(昭和61年)4月	日蓮宗勧学院 講学
  - 2005年(平成17年)4月	日蓮宗勧学院 講学職
  - 2021年(令和3年)4月	日蓮宗勧学院 勧学職

- 資格
  - 1968年(昭和43年)3月	古流松聖会奥伝取得、華道教授
  - 1973年(昭和48年)4月	表千家茶道教授

### 職歴
- 1968年(昭和43年)4月1日〜1973年(昭和48年)3月31日 立正大学仏教学部仏教学科	副手
- 1973年(昭和48年)4月1日〜1977年(昭和52年)9月30日 立正大学仏教学部仏教学科	助手
- 1973年(昭和48年)4月1日〜1979年(昭和54年)3月31日 立正大学保育専門学校	非常勤講師
- 1977年(昭和52年)10月1日〜1979年(昭和54年)3月31日 立正大学仏教学部仏教学科	講師
- 1979年(昭和54年)4月1日〜1986年(昭和61年)3月31日 立正大学仏教学部仏教学科	助教授
- 1986年(昭和61年)4月1日〜1988年(昭和63年)3月31日 立正大学仏教学部仏教学科	教授
- 1987年(昭和62年)1月〜1987年(昭和62年)7月	カリフォルニア大学バークレー校	客員教授
- 1988年(昭和63年)4月1日〜1989年(平成元年)3月31日 立正大学文学部	教授
- 1989年(平成元年)4月1日〜2015年(平成27年)現在に至る	立正大学仏教学部	教授
- 1989年(平成元年)4月1日〜2001年(平成13年)3月31日 立正大学仏教学部	学部長
- 1990年(平成2年)4月1日〜2015年(平成27年)現在に至る	立正大学大学院文学研究科	Ｄマル合教授
- 1997年(平成9年)4月1日〜2001年(平成13年)3月31日 身延山大学	非常勤講師
- 2002年(平成14年)4月1日〜2002年(平成14年)5月23日 中華佛學研究所	客員教授
- 2002年(平成14年)4月1日〜2005年(平成17年)3月31日 大谷大学	特別研究員
- 2007年(平成19年)4月1日〜2015年(平成27年)現在に至る	公益財団法人中村元東方研究所東方学院	非常勤講師
- 2008年(平成20年)4月1日〜2010年(平成22年)3月31日 東洋大学大学院	非常勤講師
- 2009年(平成21年)4月1日〜2013年(平成25年)3月31日 立正大学法華経文化研究所	所長
- 2013年(平成25年)4月1日〜2015年(平成27年)現在に至る	立正大学法華経文化研究所	顧問
- 2014年(平成26年)4月1日〜2015年(平成27年)現在に至る	立正大学大学院文学研究科	仏教学専攻主任

### 受賞歴
- 1968年(昭和43年)3月25日 日蓮宗管長賞
- 1980年(昭和55年)7月18日 日本印度学仏教学会学会賞
- 2009年(平成21年)9月8日 日本印度学仏教学会鈴木学術財団特別賞
- 2011年(平成23年)4月23日 タイ王国「仏教学術功労賞」（The Buddhagunupagan Award of Excellence）
- 2015年(平成27年)3月14日	蘊奥本賞[1]
- 2015年(平成27年)10月10日	第25回 中村元東方学術賞（東京都千代田区インド大使館にて）

### 所属学会
- 日本佛教学会 - 会員
- 仏教思想学会 - 会員
- 日本西蔵(チベット)学会 - 理事
- 日本仏教教育学会 - 理事
- 日本仏教社会福祉学会 - 会員
- 日本仏教心理学会 - 運営委員

- 国際仏教学会（IABS） - 終身会員
- 日本印度学仏教学会 - 理事・査読委員
- 立正大学仏教学会 - 評議員
- 印度学宗教学会 - 理事
- 日本宗教学会 - 常務理事

### 学会・社会的活動
- 学会活動
  - 1968年(昭和43年)〜2015年(平成27年)現在に至る	日本佛教学会	会員
  - 1982年(昭和57年)〜2015年(平成27年)現在に至る	国際仏教学会（IABS）	終身会員
  - 1984年(昭和59年)4月〜2015年(平成27年)現在に至る	仏教思想学会	会員
  - 1989年(平成元年)4月〜2015年(平成27年)現在に至る	日本印度学仏教学会	評議員、理事・査読委員(2005年～)
  - 1989年(平成元年)4月〜2015年(平成27年)現在に至る	日本西蔵(チベット)学会	理事(1996年～)
  - 1989年(平成元年)4月〜2001年(平成27年)現在に至る	立正大学仏教学会	会長、評議員(2001年～)
  - 1989年(平成元年)4月〜2015年(平成27年)現在に至る	一般財団法人仏教学術振興会	専門委員(2002年～)、委員(2003年～)、理事(2006年～)、選考委員(2009年～)
  - 1990年(平成2年)4月〜2015年(平成27年)現在に至る	日本仏教教育学会	理事
  - 1991年(平成3年)4月〜2015年(平成27年)現在に至る	印度学宗教学会	理事
  - 1994年(平成6年)10月〜2015年(平成27年)現在に至る	日本仏教社会福祉学会	会員
  - 1997年(平成9年)1月21日〜1999年(平成11年)1月20日 文部省学術審議会	専門委員
  - 2001年(平成13年)4月〜2015年(平成27年)現在に至る	日本宗教学会	常務理事、学会賞選考委員(2007年9月～2008年9月)
  - 2001年(平成13年)1月1日〜2001年(平成13年)12月31日	平成13年度日本学術振興会科学研究費委員会	専門委員
  - 2002年(平成14年)1月1日〜2002年(平成14年)12月31日	平成14年度日本学術振興会科学研究費委員会	専門委員
  - 2003年(平成15年)9月〜2007年(平成19年)9月	第19期日本学術会議宗教学研究連絡委員会	委員
  - 2008年(平成22年)11月〜2015年(平成27年)現在に至る	日本仏教心理学会	運営委員（会計・2010年～）
  - 2012年(平成24年)4月〜2015年(平成27年)現在に至る	統合学術国際研究所	理事

- 社会的活動
  - 1978年(昭和52年)4月1日〜1979年(昭和54年)3月31日 立正大学	副学生部長
  - 1986年(昭和61年)11月	朝日カルチャーセンター	講師
  - 1989年(平成元年)4月1日〜2001年(平成13年)3月31日 東京国際仏教塾	講師
  - 1989年(平成元年)4月1日〜2001年(平成13年)3月31日 立正大学予算会議	委員
  - 1989年(平成元年)4月1日〜2001年(平成13年)3月31日 学校法人立正大学学園評議委員会	評議員
  - 1989年(平成元年)4月1日〜2015年(平成27年)現在に至る	一般財団法人大法輪石原育英会	評議員
  - 1998年(平成10年)4月1日〜2015年(平成27年)現在に至る	やまと・ランカ財団[2]	理事長
  - 2002年(平成14年)7月7日 金東華博士顕彰碑建立推進委員会	代表
  - 2003年(平成15年)	ダライ・ラマ法王来日歓迎委員会	委員
  - 2004年(平成16年)4月1日〜2010年(平成22年)3月31日 立正大学学生生活委員会	委員
  - 2004年(平成16年)4月1日〜2010年(平成22年)3月31日 立正大学奨学生選考委員会	委員
  - 2007年(平成19年)9月〜2015年(平成27年)現在に至る	バングラデシュアグラサーラ仏教孤児院[3][4]	副代表
  - 2007年(平成19年)11月17日 伊勢国際宗教フォーラム	発起人
  - 2010年(平成22年)4月1日〜2011年(平成23年)3月31日 立正大学キャリアサポート委員会	委員
  - 2011年(平成23年)4月17日 大震災慰霊法要とチャリティコンサート（高応寺）
  - 2012年(平成24年)3月11日	チャリティコンサートと東日本大震災第１周忌慰霊法要（釜石）
  - 2012年(平成24年)3月20日	春期彼岸会合同慰霊祭とチャリティコンサート（新三郷ビハーラ霊園）
  - 2012年(平成24年)8月15日	胡弓の夕べと大東亜戦争犠牲者盂蘭盆合同慰霊法要（新三郷ビハーラ霊園）
  - 2012年(平成24年)9月22日	秋季彼岸会合同慰霊祭とチャリティコンサート（新三郷ビハーラ霊園）
  - 2013年(平成25年)3月9日	チャリティコンサートと東日本大震災慰霊法要（高応寺）
  - 2013年(平成25年)3月22日	春期彼岸会合同慰霊祭とチャリティコンサート（新三郷ビハーラ霊園）
  - 2013年(平成25年)8月15日	胡弓の夕べと大東亜戦争犠牲者盂蘭盆合同慰霊法要（新三郷ビハーラ霊園）
  - 2013年(平成25年)9月22日	秋季彼岸会合同慰霊祭とチャリティコンサート（新三郷ビハーラ霊園）

## 主要業績目録

### 著書
- （共編著書）	『梵字事典』雄山閣	1977年(昭和52年)4月
- （共著）	Sanskrit Manuscripts of Saddharmapuṇḍarīka, Collected from Nepal, Kashmir and Central Asia（『梵文法華経写本集成』）Vol.I	梵文法華経刊行会	1977年(昭和52年)12月
- （共著）	Sanskrit Manuscripts of Saddharmapuṇḍarīka, Collected from Nepal, Kashmir and Central Asia（『梵文法華経写本集成』）Vol.II	梵文法華経刊行会	1978年(昭和53年)4月
- （共著）	Sanskrit Manuscripts of Saddharmapuṇḍarīka, Collected from Nepal, Kashmir and Central Asia（『梵文法華経写本集成』）Vol.III	梵文法華経刊行会	1978年(昭和53年)10月
- （共著）	Sanskrit Manuscripts of Saddharmapuṇḍarīka, Collected from Nepal, Kashmir and Central Asia（『梵文法華経写本集成』）Vol.IV	梵文法華経刊行会	1978年(昭和53年)12月
- （共著）	Sanskrit Manuscripts of Saddharmapuṇḍarīka, Collected from Nepal, Kashmir and Central Asia（『梵文法華経写本集成』）Vol.V	梵文法華経刊行会	1979年(昭和54年)4月
- （共著）	Sanskrit Manuscripts of Saddharmapuṇḍarīka, Collected from Nepal, Kashmir and Central Asia（『梵文法華経写本集成』）Vol.VI	梵文法華経刊行会	1979年(昭和54年)12月
- （共著）	Sanskrit Manuscripts of Saddharmapuṇḍarīka, Collected from Nepal, Kashmir and Central Asia（『梵文法華経写本集成』）Vol.VII	梵文法華経刊行会	1980年(昭和55年)4月
- （共著）	Sanskrit Manuscripts of Saddharmapuṇḍarīka, Collected from Nepal, Kashmir and Central Asia（『梵文法華経写本集成』）Vol.VIII	梵文法華経刊行会	1980年(昭和55年)12月
- （共著）	Sanskrit Manuscripts of Saddharmapuṇḍarīka, Collected from Nepal, Kashmir and Central Asia（『梵文法華経写本集成』）Vol.IX	梵文法華経刊行会	1981年(昭和56年)4月
- （共著）	Sanskrit Manuscripts of Saddharmapuṇḍarīka, Collected from Nepal, Kashmir and Central Asia（『梵文法華経写本集成』）Vol.X	梵文法華経刊行会	1981年(昭和56年)12月
- （共著）	Sanskrit Manuscripts of Saddharmapuṇḍarīka, Collected from Nepal, Kashmir and Central Asia（『梵文法華経写本集成』）Vol.XI	梵文法華経刊行会	1982年(昭和57年)4月
- （共著）	Sanskrit Manuscripts of Saddharmapuṇḍarīka, Collected from Nepal, Kashmir and Central Asia（『梵文法華経写本集成』）Vol.XII	梵文法華経刊行会	1982年(昭和57年)12月
- （編著書）	『現代に生きる仏教―仏教文化の視点―』東京書籍	1995年(平成7年)5月
- （編著書）	『仏教と環境―立正大学仏教学部開設50周年記念論文集―』丸善	2000年(平成12年)3月
- （共著）	『法華経入門―永遠のいのちを生きる―』大法輪閣	2003年(平成15年)5月
- （単著）	『アビダルマディーパの研究』平楽寺書店	2007年(平成19年)2月
- （単著）	『天台四教儀談義―法華経理解を深める天台学へのいざない―』大法輪閣	2016年(平成28年)2月

### 論文
- （単著）	「プドガラ輪廻論と有部業論との一考察」『大崎学報』第125・126号	1970年(昭和45年)7月		p299-312
- （単著）	「倶舎論破我品の別撰論問題について」『印度學佛教學研究』第20巻第1号	1971年(昭和46年)12月	p156-157
- （単著）	「『倶舎論』におけるsvabhāvaについて」『印度學佛教學研究』第21巻第1号	1972年(昭和47年)12月	p359-362
- （単著）	「『順正理論』における法体恒有論について―特に『倶舎論』と対比して―」『仏教学論集』第9号	1972年(昭和47年)12月	p4-21
- （単著）	「Anuśaya as conceived in Abhidharma-Buddhism」『印度學佛教學研究』第22巻第1号	1973年(昭和48年)12月	p501-497
- （単著）	「天台における円・頓・漸の定義と教判」『仏教学論集』第11号	1975年 (昭和50年)2月	p3-13・[再録] 関口真大編著『天台教学の研究』大東出版社	1978年(昭和53年)10月	p271-282
- （単著）	「Anuśayaの語義とその解釈」『印度學佛教學研究』第23巻第2号	1975年(昭和50年)3月		p1007-1002
- （単著）	「我を主張した部派(一)」『三蔵』第109号	1975年(昭和50年)12月・[再録] 芹川博通編『三藏集―國譯一切經印度撰述部月報―』第3輯	1978年(昭和53年)3月		p125-134
- （単著）	「我を主張した部派(二)」『三蔵』第110号	1976年(昭和51年)1月・[再録] 芹川博通編『三藏集―國譯一切經印度撰述部月報―』第3輯	1978年(昭和53年)3月		p135-142
- （単著）	「説一切有部における無明論の展開」『法華文化研究』第2号	1976年(昭和51年)3月		p117-128
- （単著）	「我を主張した部派(三)」『三藏』第111号	1976年(昭和51年)4月・[再録] 芹川博通編『三藏集―國譯一切經印度撰述部月報―』第3輯	1978年(昭和53年)3月		p143-152
- （単著）	「アビダルマ仏教における無表業論の展開(一)」『大崎学報』第129号	1976年(昭和51年)12月	p119-142
- （単著）	「アビダルマ仏教における無表業論の展開(二)―二、『倶舎論』における無表業論　a、無表業実有の論拠―」『印度學佛教學研究』第25巻第2号	1977年(昭和52年)3月		p718-722
- （単著）	「アビダルマ仏教における無表業論の展開(三)―二 『倶舎論』における無表業論―」『法華文化研究』第3号	1977年(昭和52年)3月		p179-193
- （単著）	「アビダルマ仏教における無表業論の展開(四)―三、『順正理論』における無表業論　a、無表業実有の論拠―」『印度學佛教學研究』第26巻第2号	1978年(昭和53年)3月		p875-879
- （単著）	「『アビダルマディーパ』作者に対する二・三の問題」『印度學佛教學研究』第27巻第1号	1978年(昭和53年)12月	p221-225
- （単著）	「『アビダルマディーパ』業品の検討(一)」『仏教学』第7号	1979年(昭和54年)4月		p65-93
- （単著）	「アビダルマ仏教における声聞成仏論と法華経」中村瑞隆編『法華経の思想と基盤』平楽寺書店	1980年(昭和55年)2月	p281-322
- （単著）	「四沙門果説の成立について」『日本佛教學會年報』第45号	1980年(昭和55年)3月		p51-72
- （単著）	「旧随界説について」『印度學佛教學研究』第29巻第1号	1980年(昭和55年)12月	p25-30
- （単著）	「天台教学における三惑論形成の一考察」塚本啓祥編『法華経の文化と基盤』平楽寺書店	1982年(昭和57年)2月	p675-693
- （単著）	「『無量義経』インド撰述説」宮崎英修先生古稀記念論文集刊行会編『日蓮教團の諸問題―宮崎英修先生古稀記念―』平楽寺書店	1983年(昭和58年)6月		p1119-1145
- （単著）	「THE DATE OF AUTHORSHIP OF THE ABHIDHARMADĪPAVIBHĀṢĀPRABHĀVṚTTI」中村瑞隆博士古稀記念会編『仏教学論集―中村瑞隆博士古稀記念論集―』春秋社	1985年(昭和60年)2月		p41-75(L)
- （単著）	「『般若灯論』における説一切有部説」平川彰博士古稀記念会編『仏教思想の諸問題―平川彰博士古稀記念論集―』春秋社	1985年(昭和60年)6月	p511-529
- （単著）	「『般若灯論』における説一切有部説(二)」『印度學佛教學研究』第34巻第2号	1986年(昭和61年)3月		p778-784
- （単著）	「[論文要旨] 『アビダルマディーパ』を中心とした有部教学の研究」『大学院年報』第4号	1987年(昭和62年)2月		p6-9
- （単著）	「『アビダルマディーパ』の作者」平川彰編『仏教研究の諸問題―仏教学創刊十周年記年特輯―』山喜房佛書林	1987年(昭和62年)4月		p39-55
- （単著）	「『アビダルマディーパ』における滅不待因論争」『印度學佛教學研究』第37巻第2号	1989年(平成元年)3月	p922-916
- （単著）	「『アビダルマディーパ』における仏道の体系―大乗批判を中心として―」『日本佛教學會年報』第54号	1989年(平成元年)7月	p5-28(L)
- （単著）	「世親の忘れ物―ADV.研究ノート―」塚本啓祥教授還暦記念論文集刊行会編集『知の邂逅―仏教と科学―塚本啓祥教授還暦記念論文集―』佼成出版社	1993年(平成5年)3月	p353-364(L)
- （単著）	「法華教学よりみた環境問題」田賀龍彦編『法華経の受容と展開』平楽寺書店	1993年(平成5年)10月	p293-306
- （単著）	「『アビダルマのともしび』第1章界品翻訳研究(1)」『大崎学報』第150号	1994年(平成6年)3月	p33-98(L)
- （単著）	「『アビダルマのともしび』第一章界品翻訳研究(2)」勝呂信靜博士古稀記念論文集刊行会編『勝呂信靜博士古稀記念論文集』山喜房佛書林	1996年(平成8年)2月	p31-50(L)
- （単著）	「説一切有部の成立」『印度學佛教學研究』第45巻第1号	1996年(平成8年)12月		p1-11
- （単著）	「五事非法と有部の成立」浅井圓道先生古稀記念論文集刊行会編『日蓮教学の諸問題―浅井圓道先生古稀記念論文集―』平楽寺書店	1997年(平成9年)2月	p935-967
- （単著）	「The View of Nature in Terms of HOKKE-DOCTRINE」彌天睦楨培博士恩法學人會編『未來佛敎의 向方―彌天睦楨培博士華甲記念論叢―』藏經閣	1997年(平成9年)3月	p1051-1064
- （単著）	「佛教における理想國土と現代社會」中華佛學研究所編『人間淨土與現代社會―第三屆中華國際佛學會議中文論文集―』法鼓	1998年(平成10年)11月
- （単著）	「仏教における理想国土と環境問題への提言」立正大学仏教学部編『仏教と環境―立正大学仏教学部開設50周年記念論文集―』丸善	2000年(平成12年)3月		p297-316
- （単著）	「『アビダルマのともしび』第1章界品翻訳研究(3)」加藤純章博士還暦記念論集刊行会編『アビダルマ仏教とインド思想―加藤純章博士還暦記念論集―』春秋社	2000年(平成12年)10月	p51-69(L)
- （単著）	「Sarvāstivādin, its Origin and Development」『韓國佛教學』第27号	2000年(平成12年)12月	p69-95
- （単著）	「阿毘達磨佛教的聲聞成佛與法華經」『美佛慧訊』第79期	2002年(平成14年)7月
- （単著）	「Sabbatthivāda (Sarvāstivādin) or Sabbatthavāda (Sarvārthavādin) ?」中華佛学研究所、聖厳博士古稀記念論集刊行会編『東アジア仏教の諸問題―聖厳博士古稀記念論集―』山喜房佛書林	2001年(平成13年)3月		p31-49(L)
- （単著）	「『アビダルマのともしび』第二章根品翻訳研究(2)」田賀龍彦博士古稀記念論文集刊行会編集『仏教思想仏教史論集―田賀龍彦博士古稀記念論集―』山喜房佛書林	2001年(平成13年)3月		p63-76(L)
- （単著）	「『アビダルマのともしび』第二章根品翻訳研究(1)」石上善應教授古稀記念論文集刊行会編『仏教文化の基調と展開―石上善應教授古稀記念論文集― 第一巻』山喜房佛書林	2001年(平成13年)5月		p263-282(L)
- （単著）	「金東華先生と立正大学」『佛敎文化研究』第2輯	2001年(平成13年)12月	p241-244
- （単著）	「『アビダルマのともしび』第二章根品翻訳研究(3)」櫻部建博士喜寿記念論集刊行会編『初期仏教からアビダルマへ―櫻部建博士喜寿記念論集―』平楽寺書店	2002年(平成14年)5月		p363-386(L)
- （単著）	「日本・韓国佛教学交流の父金東華博士の一考察」『印度學佛教學研究』第51巻第1号	2002年(平成14年)12月	p287-283
- （共著）	三友健容、Guli Aziguli「ウルムチ博物館等所蔵古代ウイグル文字佛教文献第一次調査報告書」『仏教学論集』第25号	2003年(平成15年)3月		p1-18(L)
- （単著）	「寂撰『法華経集験記』の一考察」渡邊寶陽先生古稀記念論文集刊行会編『法華仏教文化史論叢』平楽寺書店	2003年(平成15年)3月		p89-107
- （単著）	「法華経の成立と展開」塚本啓祥[ほか著]、大法輪閣編集部編『法華経入門―永遠のいのちを生きる―』大法輪閣	2003年(平成15年)5月		p6-15
- （単著）	「『アビダルマのともしび』第2章根品(4)」『大崎学報』第160号	2004年(平成16年)3月		p35-77(L)
- （単著）	「『アビダルマのともしび』第三章世間品・第四章業品」『法華文化研究』第30号	2004年(平成16年)3月	p31-87(L)
- （単著）	「新羅義寂と天台教学」韓國佛敎學會編『第2次 韓國佛敎學結集大會 論集 Vol.1』韓國佛敎學會	2004年(平成16年)5月
- （単著）	「アビダルマ仏教」菅沼晃博士古稀記念論文集刊行会編『インド哲学仏教学への誘い―菅沼晃博士古稀記念論文集―』大東出版社	2005年(平成17年)3月		p118-128
- （単著）	「『アビダルマディーパ』における無量寿説批判」『印度學佛教學研究』第53巻第2号	2005年(平成17年)3月	p625-631
- （単著）	「『アビダルマのともしび』第五章随眠品翻訳研究(2)」『法華文化研究』第31号	2005年(平成17年)3月	p1-68(L)
- （単著）	「義寂撰『法華論述記』の一考察」村中祐生先生古稀記念論文集刊行会編集『大乗佛教思想の研究―村中祐生先生古稀記念論文集―』山喜房佛書林	2005年(平成17年)6月		p117-156(L)
- （単著）	「『アビダルマのともしび』第5章随眠品翻訳研究(1)」『立正大学大学院紀要』第22号	2006年(平成18年)3月	p1-34(L)
- （単著）	「鳩摩羅什訳『妙法蓮華経』1600年目の真実―一佛乗と観世音菩薩―」韓國佛敎學會編『2006 韓國 佛敎學結集大會 論集 Vol.3.No.1』2006 韓國 佛敎學結集大會 組織委員會	2006年(平成18年)4月		p450-461
- （単著）	「『アビダルマのともしび』第4章業品翻訳研究(2)」望月海淑編『法華経と大乗経典の研究』山喜房佛書林	2006年(平成18年)6月		p271-321(L)
- （単著）	「『アビダルマディーパ』における『本論』」『印度學佛教學研究』第55巻第2号	2007年(平成19年)3月	p875-867
- （単著）	「無記と死後の問題」『宗教研究』第80巻第4号	2007年(平成19年)3月		p295-296
- （単著）	「観音菩薩と普門品」『法華文化研究』第33号	2007年(平成19年)3月		p125-136
- （単著）	「法華一乘思想と觀音菩薩」佛學會議論文彙編『觀世音菩薩與現代社會―第五屆中華國際佛學會議中文論文集―』法鼓	2007年(平成19年)4月
- （単著）	「元寇襲来と二人の仏教僧―『彰所知論』の研究（序説）―」坂輪宣敬博士古稀記念論文集刊行会編集『仏教文化の諸相―坂輪宣敬博士古稀記念論文集―』山喜房佛書林	2008年(平成20年)2月		p876-849
- （単著）	「『彰所知論』の研究(序説)―元寇襲来と二人の仏教僧(Mongolia Invasion and Two Monks)―」韓國佛敎學會編『第4次 韓國佛敎學結集大會 論集』韓國佛敎學會	2008年(平成20年)5月		p205-212
- （単著）	「パスパのアビダルマ理解」『印度學佛教學研究』第57巻第2号	2009年(平成21年)3月		p1053-1045(L)
- （単著）	「Present-Day Social Problem and its Solution by Buddhism」『法華文化研究』第35号	2009年(平成21年)3月	p1-12(L)
- （単著）	「公開講演 有部を巡る諸問題」『佛教学セミナー』第89号	2009年(平成21年)6月		p44-69
- （単著）	「『佛藏經』と諸法實相」小松邦彰先生古稀記念論文集刊行会編『日蓮教学の源流と展開―小松邦彰先生古稀記念論文集―』山喜房佛書林	2009年(平成21年)10月	p642-613
- （単著）	「『婆沙論』と『大智度論』」『印度學佛教學研究』第58巻第1号	2009年(平成21年)12月	p379-373
- （単著）	「有部最後の論書『アビダルマディーパ』」『財団法人松ケ岡文庫研究年報』第24号	2010年(平成22年)3月		p1-17
- （単著）	「『大毘婆沙論』成立の諸問題」『宗教研究』第83巻第4号	2010年(平成22年)3月		p374-375
- （単著）	「『法華経』とヘレニズム文化」『浅草寺佛教文化講座』第54号	2010年(平成22年)8月		p181-203
- （単著）	「『中論』における「諸法實相」」冠賢一先生古稀記念論文集刊行会編『日蓮教学教団史論集―冠賢一先生古稀記念論文集―』山喜房佛書林	2010年(平成22年)10月	p43-67(L)
- （単著）	「『法華経』成立の諸問題（第61回学術大会パネル発表報告）」『印度學佛教學研究』第59巻第2号	2011年(平成23年)3月	p800-799
- （単著）	「[コメント] セッション№2の発表に対するコメント」『日本佛教學會年報』第76号	2011年(平成23年)8月	p175-178
- （単著）	「『婆沙論』成立の諸問題」仲澤浩祐博士古稀記念論文集刊行会編集『インド仏教史仏教学論叢―仲澤浩祐博士古稀記念論文集―』山喜房佛書林	2011年(平成23年)2月	p21-47(L)
- （共著）	MITOMO Kenyō and SANO Yasuo, "Report on the Comprehensive Lotus Sutra Project in Institute of Comprehensive Studies of the Lotus Sutra, Rissho University", Universal and International Nature of the Lotus Sutra, Tokyo: The Rissho University. 2013.2.	p283-295
- （単著）	「仏教と仏教学」松村壽巖先生古稀記念論文集刊行会編集『日蓮教学教団史の諸問題―松村壽巖先生古稀記念論文集―』山喜房佛書林	2013年(平成25年)3月		p27-40(L)
- （単著）	「近現代の国際的『法華経』研究」渡邊寶陽監修『法華経の事典』東京堂出版	2013年(平成25年)3月		p455-468
- （単著）	「『天台四教儀』と『天台八教大意』」『東洋文化研究所所報』第18号	2014年(平成26年)4月		p1-34(L)
- （単著）	「アビダルマ佛教における教えの展開と実践」『日本佛教學會年報』第79号	2014年(平成26年)8月		p1-23
- （単著）	「一念三千とは何か」宮川了篤編『日蓮仏教における祈りの構造と展開』山喜房佛書林	2014年(平成26年)10月	p363-399

### 校訂
- 赤沼智善, 西尾京雄 譯, 三友健容 校訂『國譯一切経印度撰述部 毗曇部 六（三彌底部論, 尊、婆須密菩薩所集論）』大東出版社	1986年(昭和61年)9月
- 林五邦 譯, 三友健容 校訂『國譯一切経印度撰述部 毗曇部 二十三（阿毘達磨藏顯宗論）』大東出版社	1987年(昭和62年)5月
- 林五邦 譯, 三友健容 校訂『國譯一切経印度撰述部 毗曇部 二十四（阿毘達磨藏顯宗論）』大東出版社	1987年(昭和62年)6月

### 書評
- 「櫻部建著『倶舎論』佛典講座十八」『佛教学セミナー』第34号	 1981年(昭和56年)10月	p66-69
- 「中村瑞隆著 ほんとうの道『法華経』」『大崎学報』第140号	1985年(昭和60年)12月	p103-105
- 「中国における妊娠・胎発生論の歴史 中村禎里著」『中外日報』第26883号	2006年(平成18年)5月27日	p8-9
- 「法華経成立論史 法華経成立の基礎的研究 伊藤瑞叡著」『中外日報』第27084号	2007年(平成19年)11月6日	p7
- 「アメリカ仏教 仏教も変わる、アメリカも変わる ケネス・タナカ著」『中外日報』第27458号	2010年(平成22年)7月15日	p5

### 辞典類
- 『佛書解説大辭典』第13巻 大東出版社	 1978年(昭和53年)1月
- 『日蓮宗事典』日蓮宗宗務院	1981年(昭和56年)10月
- 『日蓮聖人遺文辞典』久遠寺	1985年(昭和60年)5月
- 『仏教文化事典』佼成出版社	1989年(平成元年)9月
- 『仏教心理学キーワード事典』春秋社	 2012年(平成24年)5月

### 教養小誌
- 「地獄の世界」『大法輪』第55巻第7号	1988年(昭和63年)7月	p112-119
- 「仏典―釈迦八相―」『大法輪』第66巻第2号	1999年(平成11年)2月	p76-81
- 「ジャータカ」『大法輪』第66巻第2号	1999年(平成11年)2月	p82-84
- 「日蓮宗 曼荼羅本尊」『大法輪』第66巻第2号	1999年(平成11年)2月	p87-89
- 「釈尊観の流れ 初期仏教から大乗仏教へ」『大法輪』第66巻第4号	1999年(平成11年)4月	p74-80
- 「『法華経』の成立と展開」『大法輪』第67巻第1号	2000年(平成12年)1月	p50-56
- 「ダライ・ラマの諸宗教を超えるメッセージ」『大法輪』第68巻第1号	2001年(平成13年)1月	p68-71
- 「一期一会のひととき」『こころのオアシス』第1集	2001年(平成13年)3月	p1-4
- 「いのちのともしび」『こころのオアシス』第1集	2001年(平成13年)3月	p5-13
- 「大乗経典から３話（般若波羅蜜のために身を捨てた常啼菩薩、長者窮子のたとえ、あらゆる職業の人々から法を学んだ善財童子）」『大法輪』第68巻第6号	2001年(平成13年)6月	p68-70
- 「インド仏教史から３話（回心して名君となったアショーカ王、おのれの高慢さを悔いた八宗の祖・龍樹、兄・無着によって大乗へ転向した大学僧・世親）」『大法輪』第68巻第6号	2001年(平成13年)6月	p71-73
- 「大乗経典の名句・箴言」『大法輪』第68巻第10号	2001年(平成13年)10月	p66-69
- 「仏教」『大法輪』第69巻第1号	2002年(平成14年)1月	p67-75
- 「台湾仏教界を訪ねて」『こころのオアシス』第2集	2004年(平成16年)3月	p1-7
- 「釈尊の教えの位置づけ―天台の五時八教とは―」『大法輪』第72巻第4号	2005年(平成17年)4月	p128-132
- 「法華三部経とは何か」『大法輪』第72巻第9号	2005年(平成17年)9月	p73-77
- 「法師品 第十」『大法輪』第75巻第12号	2008年(平成20年)12月	p98-99・[再録] 大法輪閣編集部編『法華経の基礎知識―全28章を読み解く―』大法輪閣	2011年(平成23年)10月	p92-95
- 「見宝塔品 第十一」『大法輪』第75巻第12号	2008年(平成20年)12月	p100-103・[再録] 大法輪閣編集部編『法華経の基礎知識―全28章を読み解く―』大法輪閣	2011年(平成23年)10月	p96-102
- 「依法不依人」『こころのオアシス』第4集	2009年(平成21年)3月	p15-21
- 「死後どうなるのか」『こころのオアシス』第4集	2009年(平成21年)3月	p133-146
- 「霊断の教学は外道である」『現代仏教』通巻352号	2009年(平成21年)9月	p102-105
- 「大乗涅槃経にみる最後の説法」『大法輪』第77巻第2号	2010年(平成22年)2月	p72-77
- 「チベット僧虐殺と北京オリンピック」『こころのオアシス』第5集	2013年(平成25年)2月	p121-134

### 新聞記事その他
- 「仏教色の濃い東国大 奈良に似た百済の山野」『中外日報』第23594号 1987年(昭和62年)1月3日		p10-11
- 「『法華学報』発刊を祝して」『法華学報』第1号	1989年(平成元年)11月13日	p214-215
- （監修）「釈尊の道」（ビデオ・42分）日蓮宗新聞社	1997年(平成9年)3月
- 「刊行の辞」立正大学仏教学部編『仏教と環境―立正大学仏教学部開設50周年記念論文集―』丸善	2000年(平成12年)3月31日
- 「総序」中華佛学研究所、聖厳博士古稀記念論集刊行会編『東アジア仏教の諸問題―聖厳博士古稀記念論集―』山喜房佛書林	2001年(平成13年)3月20日	p1-3
- 「序文」李興範著『韓国古代伽藍の形成と展開の研究』山喜房佛書林	2003年(平成15年)2月	p3-4
- 「中村瑞隆博士の思い出」『大崎学報』第160号	2004年(平成16年)3月31日	p31-32
- "The Life of Kumarajiva and the Lotus Sutra" Nichiren Shu News No.155	August 1, 2006	p4-5
- 「巻頭言」『仏教学論集』第26号	2006年(平成18年)10月13日
- 「序」山崎斎明著『九識霊断説の問題点 (全文)付・補遺―仏法に非ざる外道の思想』霊断問題を考える会	2009年(平成21年)2月	pi-ii
- 「序文」周柔含著『説一切有部の加行道論「順決択分」の研究』山喜房佛書林	2009年(平成21年)9月
- 「あとがき」仲澤浩祐博士古稀記念論文集刊行会編集『インド仏教史仏教学論叢―仲澤浩祐博士古稀記念論文集―』	山喜房佛書林	2011年(平成23年)2月26日	p691-693

## 研究・教育活動

### 学会発表等
- 国内
  - 1970年(昭和45年)10月	「犢子部のプドガラ建立の一考察」	第二十三回 日蓮宗教学研究発表大会（身延山大学）
  - 1971年(昭和46年)6月	「倶舎論破我品の別撰論問題について」	日本印度学仏教学会 第22回学術大会（東京大学）
  - 1971年(昭和46年)10月	「倶舎論におけるSvabhāvaについて」	第二十四回 日蓮宗教学研究発表大会
  - 1972年(昭和47年)8月	「『倶舎論』におけるsvabhāvaについて」	日本印度学仏教学会 第23回学術大会（同朋大学）
  - 1972年(昭和47年)10月	「倶舎論における六大煩悩地法と六随眠とについて」	第二十五回 日蓮宗教学研究発表大会
  - 1973年(昭和48年)5月	「Anuśaya as conceived in Abhidharma-Buddhism」	日本印度学仏教学会 第24回学術大会（九州大学）
  - 1973年(昭和48年)10月	「天台における漸円について」	第二十六回 日蓮宗教学研究発表大会（身延山大学）
  - 1974年(昭和49年)7月	「Anuśayaの語義とその解釈」	日本印度学仏教学会 第25回学術大会（東洋大学）
  - 1975年(昭和50年)10月	「「倶舎論」における無表業論について」	第二十八回 日蓮宗教学研究発表大会
  - 1976年(昭和51年)6月	「アビダルマ仏教における無表業論の展開(二)―二、『倶舎論』における無表業論　a、無表業実有の論拠―」	日本印度学仏教学会 第27回学術大会（愛知学院大学）
  - 1976年(昭和51年)10月	「順正理論における無表業説の一考察」	第二十九回 日蓮宗教学研究発表大会（身延山大学）
  - 1977年(昭和52年)7月	「アビダルマ仏教における無表業論の展開(四)―三、『順正理論』における無表業論　a、無表業実有の論拠―」	日本印度学仏教学会 第28回学術大会（日本大学）
  - 1978年(昭和53年)7月	「『アビダルマディーパ』作者に対する二・三の問題」	日本印度学仏教学会 第29回学術大会（仏教大学）
  - 1979年(昭和54年)6月	「四沙門果説の成立について」	昭和五十四年度日本佛教学会学術大会（愛知学院大学）
  - 1980年(昭和55年)7月	「旧随界説について」	日本印度学仏教学会 第31回学術大会（龍谷大学）
  - 1985年(昭和60年)6月	「『般若灯論』における説一切有部説(二)」	日本印度学仏教学会 第36回学術大会
  - 1988年(昭和60年)7月	「『アビダルマディーパ』における滅不待因論争」	日本印度学仏教学会 第39回学術大会（北海道大学）
  - 1988年(昭和63年)10月	「『アビダルマディーパ』における仏道の体系―大乗批判を中心として―」	昭和六十三年度日本佛教学会学術大会（叡山学院）
  - 1996年(平成8年)9月	「説一切有部の成立」	日本印度学仏教学会 第47回学術大会（立正大学）
  - 1999年(平成11年)4月14日	「いのちのともしび」	こころのオアシス公開講座（立正大学）
  - 2001年(平成13年)4月11日	「台湾仏教界を訪ねて」	こころのオアシス公開講座（立正大学）
  - 2001年(平成13年)10月	「義寂『法華経集験記』の一考察」	第五十四回 日蓮宗教学研究発表大会（立正大学）
  - 2004年(平成16年)1月22日	「アビダルマディーパの写本」	パーリ仏教研究会（大谷大学）
  - 2004年(平成16年)7月	「『アビダルマディーパ』における無量寿説批判」	日本印度学仏教学会 第55回学術大会（駒澤大学）
  - 2005年(平成17年)6月1日	「依法不依人」	こころのオアシス公開講座（立正大学）
  - 2006年(平成18年)9月	「『アビダルマディーパ』における『本論』」	日本印度学仏教学会 第57回学術大会（大正大学）
  - 2006年(平成18年)9月17日	「無記と死後の問題[5]」	日本宗教学会 第65回 学術大会（東北大学）
  - 2006年(平成18年)11月29日	「死後どうなるのか」	こころのオアシス公開講座（立正大学）
  - 2008年(平成20年)6月25日	「チベット僧虐殺と北京オリンピック」	こころのオアシス公開講座（立正大学）
  - 2008年(平成20年)9月5日	「パスパのアビダルマ理解」	日本印度学仏教学会 第59回学術大会（愛知学院大学）
  - 2008年(平成20年)10月31日	「有部と『大毘婆沙論』」	第六十一回 日蓮宗教学研究発表大会（身延山大学）
  - 2008年(平成20年)12月5日	「有部を巡る諸問題」	大谷大学仏教学会公開講演会（大谷大学）
  - 2009年(平成21年)9月9日	「『婆沙論』と『大智度論』」	日本印度学仏教学会 第60回 学術大会（大谷大学）
  - 2009年(平成21年)9月12日	「『大毘婆沙論』成立の諸問題」	日本宗教学会 第68回 学術大会（京都大学）
  - 2009年(平成21年)10月	「日遠『集解私記』の一考察」	第六十二回 日蓮宗教学研究発表大会（日蓮宗宗務院）
  - 2009年(平成21年)11月4日	「タイの僧院にて」	こころのオアシス公開講座（立正大学）
  - 2010年(平成22年)6月30日	「有部最後の論書『アビダルマディーパ』」	立正大学法華経文化研究所例会（立正大学）
  - 2010年(平成22年)9月10日	「『法華経』成立の諸問題」（代表）	日本印度学仏教学会 第61回 学術大会（立正大学）
  - 2010年(平成22年)9月15日	「コメント・質疑応答／コメンテーター」	2010年度日本佛教学会第80回記念学術大会（大谷大学）
  - 2010年(平成22年)11月4日	「インド佛蹟を旅して」	こころのオアシス公開講座（立正大学）
  - 2010年(平成22年)11月12日	「世親伝と『婆沙論』」	第六十三回 日蓮宗教学研究発表大会（立正大学）
  - 2011年(平成23年)9月7日	「世親伝と『婆沙論』」	日本印度学仏教学会 第62回 学術大会（龍谷大学）
  - 2012年(平成24年)6月30日	「仏教と仏教学[6]」	日本印度学仏教学会 第63回 学術大会（鶴見大学）
  - 2012年(平成24年)10月15日	Paul SWANSON (Discussant: MITOMO Kenyō), "Discoveries upon Translating the Mo ho chih kuan(『摩訶止観』英訳で気づいたいくつかの発見について)", The Seventh International Conference on the Lotus Sutra, Rissho University, Japan.
  - 2012年(平成24年)10月16日	MITOMO Kenyō and SANO Yasuo, "Report on the Comprehensive Lotus Sutra Project in Institute of Comprehensive Studies of the Lotus Sutra, Rissho University", The Seventh International Conference on the Lotus Sutra, Rissho University, Japan.
  - 2012年(平成24年)11月9日	「『諦観録』と『八教大意』」	第六十五回 日蓮宗教学研究発表大会（日蓮宗宗務院）
  - 2013年(平成25年)9月12日	「アビダルマ佛教における教えの展開と実践」	日本佛教学会2013年度学術大会（早稲田大学）

- 海外
  - 1987年(昭和62年)10月	中日比較思想シンポジューム〔出席〕（中国・北京大学）
  - 1989年(平成元年)9月	第1回ラモットシンポジューム(É. Lamotte Symposium)〔ペーパー参加〕（ベルギー）
  - 1990年(平成2年)1月19日〜20日	第一屆中華國際佛學會議〔出席〕（台湾・國家圖書館）
  - 1992年(平成4年)7月18日〜21日	「末法無戒論」	第二屆中華國際佛學會議〔ペーパー参加〕（台湾・圓山飯店）
  - 1997年(平成9年)7月19日〜21日	「佛教における理想國土と現代社會」	第三屆中華國際佛學會議（台湾・國家圖書館）
  - 1998年(平成10年)5月1日〜3日	"The text and its transformations" (chair), The Fourth International Conference on the Lotus Sutra, Universiteit Leiden, Nederland.
  - 1999年(平成11年)9月23日	"The Peaceful World Based on Buddhist Thought: From the Lotus Sūtra" (speech), Kalachakra, Indiana University, USA.
  - 2000年(平成12年)11月29日	"Sarvāstivādin, its Origin and Development(説一切有部の起源と展開)"、第34回秋季国際仏教学術発表大会（韓国・東国大学校）
  - 2001年(平成13年)10月25日	「金東華先生と立正大学」	雷虚金東華博士生誕百年記念シンポジューム（韓国・東国大学校慶州キャンパス）
  - 2002年(平成14年)1月17日〜22日	第四屆中華國際佛學會議〔出席〕（台湾）
  - 2002年(平成14年)5月4日〜7日	「新発見資料―寂撰『法華集験記』について―」、The Fifth International Conference on the Lotus Sutra, Philipps-Universität Marburg, Bundesrepublik Deutschland.
  - 2002年(平成14年)5月27日	"The Accomplishment of Buddhahood by Sravakas in Abhidharma Buddhism and the Lotus-sutra(法華経と声聞成佛論)", The Great Meeting of the Lotus-sutra, New York, USA.
  - 2002年(平成14年)7月6日	「日本・韓国佛教学交流の父金東華博士の一考察」	日本印度学仏教学会 第52回学術大会（韓国・東国大学校）
  - 2004年(平成16年)5月	「新羅義寂と天台教学」	2004年第2次韓國佛敎學結集大會（韓国・中央僧伽大学校）
  - 2004年(平成16年)8月5日〜7日	「天台教学の流伝」、The Sixth International Conference on the Lotus Sutra, University of Toronto, Canada.
  - 2005年(平成17年)8月	"Dīpakāra and Mahāyāna Buddhism", UC Berkeley, USA.
  - 2006年(平成18年)3月5日	「法華一乘思想と觀音菩薩」	第五屆中華國際佛學會議（台湾・法鼓山世界佛教教育園區）
  - 2006年(平成18年)4月22日	「鳩摩羅什訳『妙法蓮華経』1600年目の真実―一佛乗と観世音菩薩―」	2006年第3次韓國佛敎學結集大會（韓国・海印寺）
  - 2007年(平成19年)2月	"Silkroad & Lotus Sutra", Nichiren Buddhist lnternational Center, Hayward, California, USA.
  - 2008年(平成20年)2月	「ヘレニズム文化と法華経」	（日蓮宗開教布教センター、Hayward, California, USA）
  - 2008年(平成20年)5月17日	「元寇襲来と二人の仏教僧」	2008年第4次韓國佛敎學結集大會（韓国・東国大学校）
  - 2008年(平成20年)9月8日	「日本の佛教」（台湾・法鼓山）
  - 2009年(平成21年)2月24日	「世界平和と佛教の役割」	ヴィシュッダナンダ・マハーテーロ生誕百年講演会（バングラデシュ・チッタゴン）
  - 2009年(平成21年)5月	「世界平和と佛教の役割」、United Nations Day of Vesak 2009(2009年国連ヴェーサク祭国際会議), Bangkok, Thai.
  - 2011年(平成23年)3月7日	「法華思想の成立」	金剛大學校佛敎文化研究所招請講演並びに発表会（韓国・金剛大学校）
  - 2011年(平成23年)4月	"Uniting the mind of World Buddhists: Aiming at Revival of Buddhism(世界仏教徒のこころをひとつに―仏教復興を目指して―)", The Conference of the United Nation's Vesak Day, Chulalongkorn University, Thai.
  - 2012年(平成24年)5月	"Present-Day Social Problem and its Solution by Buddhism"、ブータン国際仏教学会、ブータン
  - 2012年(平成24年)6月3日	「聖嚴法師と人間浄土思想(Venerable Sheng Yen and A Pure Land in the Human Realm)」	第四屆聖嚴思想國際學術研討會暨信眾論壇（台湾・国立台湾大学）
  - 2013年(平成25年)6月21日	"On the Problem of the Compilation of the Vibhasa(『婆沙論』の成立問題)"	The XVIth Congress of the IABS(International Associstion of Buddhist Studies), Dharma Drum Buddhist College in Jinshan, Taiwan.

### その他の活動
- 講義
  - 1982年(昭和57年)4月1日〜1984年(昭和59年)3月31日 北京大学・カリフォルニア大学・スタンフォード大学で海外研修ならびに講義
  - 1987年(昭和62年)1月〜7月	アメリカカリフォルニア大学バークレー校で講義「仏教学」「チベット訳安慧『倶舎論註』講読」
  - 2002年(平成14年)4月8日〜25日	台湾中華佛學研究所で講義「アビダルマの原理」「梵文写本（Abhidharmadīpa）解読」「『倶舎論』破我品講読」
  - 2009年(平成21年)3月27日〜4月4日 アメリカカリフォルニア大学バークレー校で講義「Abhidharma Philosophy（有部成立とアビダルマ論書）」

- 調査
  - 1986年(昭和61年)10月 中村元団長と共に韓国仏教遺跡調査
  - 2001年(平成13年)9月	西域出土仏教文献調査（ウルムチ・トルファン・ホータン）
  - 2006年(平成18年)3月26日〜31日	妙法蓮華経漢訳1600年記念―鳩摩羅什三蔵草堂寺・天台山国清寺仏蹟調査―

- 宗教活動
  - 1984年(昭和59年)5月〜2015年(平成27年)6月	日蓮宗長覚山高応寺 住職
  - 2005年(平成17年)10月21日	法鼓山開山大典に出席（台湾・法鼓山世界佛教教育園區）
  - 2009年(平成21年)2月21日〜28日	バングラデシュアグラサーラ仏教孤児院視察ならびにボランティア活動
  - 2009年(平成21年)8月	タイ国タンマガーイ寺院にて出家修行[7][8]

- 外部資金受給実績
  - 研究期間：1976年度、研究代表者：三友健容、研究課題名：日本に現存するアビダルマ系貝葉の研究、研究種目：奨励研究(A)、総額：250千円
  - 研究期間：1988年度～1989年度、研究代表者：坂輪宣敬、研究分担者：三友健容、研究課題名：敦煌における法華経文化の諸相、研究種目：一般研究(C)、総額：2100千円
  - 研究期間：1996年度～1997年度、研究代表者：三友健容、研究課題名：チベットにおけるアビダルマ仏教の受容と展開、研究種目：基盤研究(C)、総額：2200千円
  - 研究期間：2007年度～2010年度、研究代表者：梅村坦 、研究分担者：三友健容、研究課題名：中国新疆のウルムチ・トゥルファン両博物館所蔵非漢文古文献の研究、研究種目：基盤研究(B)、総額：16770千円

### 学位論文審査
- 主査
  - 李興範『韓国古代伽藍の形成と展開の研究』立正大学博士論文	2001年(平成13年)3月
  - 洪鴻榮(釋果暉)『修行道の研究―『仏説大安般守意経』を中心として―』立正大学博士論文	2005年(平成17年)3月
  - 周柔含『説一切有部における修行道論の研究―『大毘婆沙論』の「順決択分」を中心として―』立正大学博士論文	2007年(平成19年)3月
  - 金希泰『中国宋代天台教学の研究―特に浄覚仁岳を中心として―』立正大学博士論文	2010年(平成22年)3月
  - Charoensriset Samawadee『クシャーナ期仏教の研究』立正大学博士論文	2011年(平成23年)3月
  - 金炳坤『法華章疏の研究―海東撰述・西域出土本を中心として―』立正大学博士論文	2013年(平成25年)3月
- 副査（審査委員）
  - 片山由美『法華経一乗思想の研究』広島大学博士論文	2012年(平成24年)3月
  - Chaitongdi Phramahachatpong『Lokappadīpakasāra(『世間灯明精要』)の研究』東洋大学博士論文	2013年(平成25年)3月
  - 白景皓（Bai Jinghao）『法華経流通分の研究』広島大学博士論文	2020年(令和2年)9月[9]

### その他
- 柳蕙心「三友健容氏が見た釈聖厳―立正大学三友健容教授の講演とインタビューから―」『日本語・日本文化研究』第16号	2006年(平成18年)11月	p113-122
- 陳以儒「日本立正大學師生參訪法鼓山 與本校展開學術交流」『法鼓佛教院訊』第6期	2008年(平成21年)12月	p2
- 吉村彰史「平和願う心は世界共通」『日蓮宗新聞』	2009年(平成21年)8月20日	p2
- 吉村彰史「法華経の世界 海外の仏教徒―バングラデシュ(1)」『正法』通巻119号	2009年(平成21年)9月1日	p32-35
- 「鈴木学術財団特別賞」『日蓮宗新聞』	2009年(平成21年)10月10日	p4
- 「鈴木学術財団特別賞を三友健容先生が受賞」『現代仏教』通巻353号	2009年(平成21年)10月	p14-16
- 細田典明「[書評・紹介] 三友健容著『アビダルマディーパの研究』」『印度哲学仏教学』第24号	2009年(平成21年)10月	p379-380
- 「小乗側が示す「大乗のあるべき姿」」『中外日報』第27359号 2009年(平成21年)10月31日	p4
- 西村実則「[書籍紹介] 『アビダルマディーパの研究』三友健容著」『東方』第25号	2010年(平成22年)3月	p246-248
- 金炳坤「有部最後の論書「アビダルマディーパ」」『現代仏教』通巻363号	2010年(平成22年)8月	p90-91
- 「タイ国会の仏教功労者表彰」『中外日報』第27570号 2011年(平成23年)5月12日	p6
- 「台湾「法鼓山」と立正大学の交流」『現代仏教』通巻374号	2011年(平成23年)7月	p68-70
- 「タイ国サマーワディーさんが博士学位を取得」『現代仏教』通巻374号	2011年(平成23年)7月	p70-71
- 「立正大学仏教青年会設立一周年総会」『現代仏教』通巻377号	2011年(平成23年)10月	p30-32
- 千石真理「ガンを善知識として―ある女性の生還とその信仰生活―」『大法輪』第79巻第12号	2012年(平成13年)12月	p188-194
- 「大震災一周忌法要とチャリチィコンサート」『現代仏教』通巻383号	2012年(平成24年)4月	p90-91
- 木村清孝「仏教学は何をめざすのか(第63回学術大会パネル発表報告)」『印度學佛教學研究』第61巻第2号	2013年(平成25年)3月	p797-796